# Tatort: Frohe Ostern, Falke
Frohe Ostern, Falke ist ein Fernsehfilm aus der Krimireihe Tatort, der vom Norddeutschen Rundfunk produziert wurde und am 6. April 2015 seine Erstausstrahlung hatte. Es ist die 942. Folge der Reihe und der fünfte Fall von Kriminalhauptkommissar Thorsten Falke und Kriminalkommissarin Katharina Lorenz.
Lorenz wird in diesem Tatort Opfer einer Geiselnahme, die nur dazu dient, einen Auftragsmord zu tarnen.

## Handlung
Die Handlung beginnt mit einem Schießtraining der Aktivistengruppe „Bad Easter Bunnies“ in einem Versteck. Der autoritäre Frank führt die Gruppe an und macht sich über einige Mitglieder lustig, die Probleme mit echten Waffen haben. Diese haben jedoch nicht den Charakter, um sich gegen Frank durchzusetzen.
Während Thorsten Falke an Ostern abends auf dem Polizeirevier arbeitet, begleitet seine Kollegin Katharina Lorenz einen Freund, Sönke Sauer, auf eine Hamburger Wohltätigkeitsveranstaltung, die zugunsten einer Flüchtlingshilfe stattfindet. Die Veranstaltung wird während Sauers Rede von den „Bad Easter Bunnies“ überfallen, die 63 Gäste und 8 Angestellten werden mit Waffengewalt als Geiseln genommen. Obwohl alle Handys eingesammelt werden, gelingt es Lorenz mit der glaubhaften Erklärung, dass sie keins dabei habe, ihres zu behalten. Sie ruft Falke an und lässt ihn wortlos einige Zeit mithören. Daraufhin versucht Falke das Handy orten zu lassen, was jedoch nicht gelingt.
Einer der Geiselnehmer, Frank, kündigt an, in den nächsten Minuten eine Geisel umzubringen und sucht dafür einen „Freiwilligen“. Er entscheidet sich scheinbar zufällig für Holger Schmidt und erschießt ihn. Die übrigen Geiselnehmer wenden empört ein, dass nur eine Scheinhinrichtung, jedoch kein Mord vereinbart gewesen sei. Kurze Zeit später erschießt ein anderer Geiselnehmer eine Tänzerin, als diese – für die Geiselnehmer plötzlich und begleitet von Feuerwerk – einem gigantischen Osterei entsteigt. Der Geiselnehmer ist extrem erschrocken über seine ungewollte Reaktion. Frank übernimmt das Kommando und ordnet an, dass sich die verbliebenen 70 Geiseln auf die 5 Geiselnehmer aufteilen und in die Büros oberhalb des Veranstaltungsraums begeben. Jeder Geiselnehmer beaufsichtigt jeweils eine Gruppe von 14 Geiseln in einem Büro.
Bisherige Aktionen der „Bad Easter Bunnies“ waren stets ohne Waffengewalt und nur mit Farbbeuteln durchgeführt worden. Die Gruppe kritisiert jeweils an Ostern die Teilnehmer von Wohltätigkeitsveranstaltungen als Heuchler, da sie ihrer Meinung nach viel mehr tun sollten, als sich gemütlich zu amüsieren. Die Aktionen werden mittels Live-Streaming direkt ins Internet übertragen. Axel, ein ehemaliges Mitglied der „Bad Easter Bunnies“, verfolgt an jenem Abend die neueste Aktion der Truppe live am Bildschirm mit und ist bestürzt über den begangenen Mord.
Falke erinnert sich an die „Bad Easter Bunnies“ und befiehlt Axel, mit dem er befreundet ist, sofort aufs Revier zu kommen. Axel erklärt, er sei wegen Frank ausgestiegen, der neu in der Truppe sei und unbedingt echte Waffen benutzen wollte, um ein drastischeres Zeichen zu setzen. Falke vermutet, dass Frank eigene Ziele verfolgt und die „Bad Easter Bunnies“ als Tarnung benutzt.
Lorenz versucht, Falke eine SMS zu schreiben, wird dabei jedoch von Steffen, dem für ihre Gruppe zuständigen Geiselnehmer erwischt, der ihr sofort das Handy abnimmt, sie aber trotzdem nicht verrät. Aufgrund von Franks Aktion, die dieser nicht mit den Anderen aus der Gruppe abgesprochen hatte, sind sie ihm gegenüber misstrauisch geworden. Ohne dass seine Gruppe es mitbekommt, erhält Frank einen Anruf von seinem Auftraggeber. Er erkundigt sich nach der Situation und gibt ihm weitere Anweisungen. Offensichtlich handelt es sich um einen Auftragsmord, und um Frank den Rückzug zu ermöglichen, informiert der Auftraggeber die Polizei per Notruf. So will er über einen Maulwurf für Frank eine Uniform des MEKs hinterlegen lassen, die ihm ein Entkommen ermöglichen soll.
Als bei der Polizei der Notruf eingeht, fährt Falke mit Axel zum Tatort und bestellt das Mobile Einsatzkommando, nachdem er erkennt, dass dies der Ort der Geiselnahme ist. Dort versucht Lorenz inzwischen, Steffen klarzumachen, wie die Geiselnahme enden wird, und kann ihn zur Zusammenarbeit überreden. Er gibt ihr das Handy zurück, was Lorenz ermöglicht, Falke aus dem Gebäude heraus über die Lage zu informieren. Sie kann auch die Identität des Toten, Holger Schmidt, klären. Falke findet heraus, dass Schmidt als Ingenieur in der Rüstungsindustrie gearbeitet hatte und Klage gegen seine Firma wegen gefälschter Gutachten einreichen wollte. Diese Klage hätte dem Unternehmen einen erheblichen Verlust zufügen können.
Frank erfährt durch einen Anruf seines Auftraggebers von der Anwesenheit einer Polizistin in der Gruppe der Geiseln und wird beauftragt, sie zu finden und zu töten. Lorenz kann jedoch fliehen und sich verstecken. Kurze Zeit später stürmt das MEK das Gebäude und tötet bei der Befreiung der Gäste alle Geiselnehmer außer Frank, der sich abgesondert hatte und erfolglos nach der Uniform sucht. Der Auftraggeber hat auch Frank in eine Falle gelockt: Beim vermeintlichen Versteck erwartet Frank ein Unbekannter in MEK-Uniform, der ihn erschießt und die Tat wie einen Selbstmord aussehen lässt. Er nimmt Franks Handy an sich. Als er kurze Zeit später damit telefoniert, bemerkt er nicht, dass Lorenz ihn dabei beobachtet hat. Lorenz erkennt an der auffälligen Handyhülle, das Handy des Geiselnehmers (Frank) in der Hand des MEK Maulwurfs. Sie zählt zwei und zwei zusammen, schnappt sich die (noch vom Geiselnehmer herumliegende) Pistole und will den Killer stellen. Doch als sie den Abzug betätigt, klickt es nur; das Magazin ist leer. Der Maulwurf grinst breit, zielt auf Lorenz, aber ehe er abdrücken kann, wird er vom dazugekommenen Falke erschossen. In der Wohnung Holger Schmidts stellt ein Kollege Falkes fest, dass Unbekannte dessen Safe aufgebrochen und sämtliche Beweismittel entwendet haben.

## Hintergrund
Der Film wurde vom 28. Januar bis 26. Februar 2014 in Hamburg und Umgebung gedreht.
Beim Internationalen Filmfest Oldenburg lief Frohe Ostern, Falke als Weltpremiere am 13. September 2014 in der Internationalen Reihe und wurde bereits einen Tag zuvor in der JVA Oldenburg als Preview gezeigt.
Als Filmmusik fanden die Musiktitel Bombtrack von Rage Against the Machine sowie Kashmir und Stairway to Heaven von Led Zeppelin Verwendung.
Die Handlung der Folge weist eine gewisse Ähnlichkeit mit der Tatort-Folge Hochzeitsnacht aus dem Jahr 2012 auf. Die Maskerade der Bad Easter Bunnies wurde in mehreren Print- und Online-Medien mit dem Film Donnie Darko verglichen. Der Anführer der Bad Easter Bunnies heißt Frank, genau wie der Hase aus Donnie Darko. Steffen, Nico, Joachim und Rainer von den Bad Easter Bunnies hören auf die Decknamen Ernie, Bert, Grobi und Bibo aus der Sesamstraße.
Die Audiodeskription zum Film wurde von Degeto Film sowie der Untertitelwerkstatt Münster erstellt. Die Bildbeschreibungen werden von Manne Spitzer gesprochen.

## Rezeption

### Einschaltquoten
Die Erstausstrahlung von Frohe Ostern, Falke am 6. April 2015 wurde in Deutschland von 8,49 Millionen Zuschauern gesehen und erreichte einen Marktanteil von 23,8 % für Das Erste.

### Kritiken
„Dass der aktuelle Falke-‚Tatort‘ derart abschmiert, mag auch an den besonderen Umständen liegen. Als Event-‚Tatort‘ zu den Feiertagen bestellt, soll er besonders strahlen; die ARD-Tochterfirma Degeto schoss Geld zu. [...]
Die Folge ‚Frohe Ostern, Falke‘ wirkt [...] wie ein aufgepumptes B-Movie mit verquerer Botschaft. Crappy Easter.“

„Es ist ein Eventkrimi, schon klar, er ist nicht so albern wie der Eventkrimi aus dem Saarland an Weihnachten. Aber an den Hasenohren herbeigezogen wirkt das Ganze schon.“